# Doina Cojocaru
Doina Petruța Cojocaru (nume de fată Băicoianu, n. 25 noiembrie 1948, în Sighișoara – d. 14 decembrie 1996) a fost o handbalistă română ce a jucat pentru echipa națională a României pe postul de coordonator.

## Biografie
Doina Petruța Băicoianu-Cojocaru și-a început cariera ca junioară la Școala Sportivă de Elevi Orașul Victoria, sub îndrumarea antrenorului Nicolae Marian.
Ea a făcut parte din echipa României care a cucerit medalia de aur în Olanda, la Campionatul Mondial pentru Tineret din 1967. Deoarece la acest turneu nu au participat decât echipe din Europa, Federația Internațională de Handbal a decis să îl considere doar o ediție experimentală, nu una oficială.
Petruța Băicoianu-Cojocaru a fost componentă a selecționatei României care s-a clasat pe locul patru la Campionatul Mondial de Handbal Feminin din 1971, care s-a desfășurat în Olanda, precum și a echipei naționale care a câștigat medalia de argint la Campionatul Mondial de Handbal Feminin din 1973, desfășurat în Iugoslavia. La Campionatul Mondial din 1973, în partida contra Ungariei, ea a jucat o parte din meci sângerând și cu arcada spartă, în urma loviturilor primite în special de la Klára Horváth-Csik. În total la acest campionat, Băicoianu-Cojocaru a înscris 19 goluri în 5 partide, fiind cea mai bună marcatoare a echipei României.
De asemenea, Petruța Băicoianu-Cojocaru a făcut parte și din selecționata României care s-a clasat pe locul patru la Campionatul Mondial de Handbal Feminin din 1975, desfășurat în URSS.
În urma unei ședințe de analiză cu toți antrenorii echipelor de handbal feminin, desfășurată în 1975, după Campionatul Mondial, s-a stabilit prin vot deschis clasamentul pe posturi din lotul lărgit al selecționatei României. Clasamentul centrilor a fost următorul: Doina Cojocaru (43 voturi), Constantina Pițigoi (38 de voturi). În 1976, cele 22 de jucătoare alese prin vot au fost urmărite în meciuri de pregătire și din campionatul intern, iar lotul a fost restrâns apoi la 16 jucătoare cu care s-a atacat etapa finală de omogenizare și pregătire.
Astfel, în final, Petruța Băicoianu-Cojocaru a fost selectată să facă parte din naționala de 14 handbaliste a României care a obținut locul patru la Jocurile Olimpice de vară din 1976, desfășurate la Montreal. Ea a jucat în toate cele cinci meciuri.
Petruța Băicoianu-Cojocaru fost chemată pentru prima dată în 1967 la echipa națională a României, pentru care a evoluat în total în 182 de partide, în care a înscris 285 goluri. Între 1970 și 1976, Băicoianu-Cojocaru a fost căpitanul reprezentativei României.

## Viața personală
Doina Petruța Băicoianu a fost căsătorită cu Pătru Cojocaru, șeful biroului bazelor sportive al Primăriei Timișoara. Conform acestuia:
„Ne-am cunoscut la Rapid, sub tribună, unde practicam box, iar ea venise ca o handbalistă de perspectivă, din orașul Victoria. A fost un sportiv de calitate, un om de caracter, muncitoare, nu vorbea mult și nu se lamenta, dar punea suflet... Și a fost o mamă foarte bună.”
În Timișoara, Doina Cojocaru a activat pentru câțiva ani ca asistent universitar la Facultatea de Educație Fizică și Sport, iar apoi ca profesoară de sport la Școala Generală nr. 6.
Doina și Pătru Cojocaru au avut împreună un fiu, stabilit în Statele Unite și absolvent de studii masterale în management cu calificativul Magna Cum Laude, în California.

## Palmares
Echipa națională
- Campionatul Mondial:
  -  Medalie de argint: 1973
- Campionatul Mondial pentru Tineret:
  -  Medalie de aur: 1967

Club
- Campionatul României:
  - Câștigătoare: 1973, 1974, 1975, 1976

## Distincții
În 1973, Doinei Petruța Băicoianu-Cojocaru i s-a conferit titlul de „Maestru al Sportului”, iar în 1998, titlul de „Maestru Emerit al Sportului” pentru medalia de argint obținută la Campionatul Mondial din 1973.
În memoria ei, la Școala cu clasele I-VIII nr. 7 din Timișoara se desfășoară anual trofeul de handbal feminin „Memorialul Doina Cojocaru”. De asemenea, baza sportivă a școlii, pentru care s-au construit două terenuri de bitum pentru handbal, se numește acum Baza sportivă Doina Cojocaru.

### Decorații
- Medalia „Meritul Sportiv” clasa I (18 august 1976) „pentru rezultatele deosebite obținute la Jocurile olimpice de vară de la Montreal – 1976, precum și pentru contribuția adusă la dezvoltarea activității sportive și la creșterea prestigiului sportului românesc pe plan internațional”[9][10]